# Líšťany (Plzeň)
Líšťany è un comune della Repubblica Ceca facente parte del distretto di Plzeň-sever, nella regione di Plzeň.